# お夏清十郎
『お夏清十郎』（おなつ せいじゅうろう）は、江戸時代前期に播州姫路で実際に起きた密通事件を題材にした一連の文芸作品の通称・総称。
『お夏狂乱』（おなつ きょうらん）ともいう。
姫路市内の慶雲寺には比翼塚があり、毎年8月9日の「お夏・清十郎まつり」にて供養祭が執り行われている。

## 概要
姫路城下の旅籠（あるいは米問屋）の大店・但馬屋の娘・お夏は、恋仲になった手代・清十郎と駆け落ちするが、すぐに捕らえられてしまう。清十郎はかどわかしに加え店金持ち逃げの濡れ衣まで着せられ打ち首となり、お夏は狂乱する。
伝えられている事件のあらましは、概ね上記のようなものであるが、いずれも事実を脚色したものである。
記録（『玉滴隠見』巻十五など）のうえで実説とされているのは、播州姫路但馬屋の手代清十郎が主家の娘お夏と密通して追い出され、お夏も清十郎の後を慕って、うたいながら家をさまよい出た、という程度の話で、事件の発生年についても、寛文2年説（『玉滴隠見』・『実事譚』）のほか、万治2年説（『諸記視集記』）、万治3年説（『中興世話早見年代記』）など諸説ある。
向い通るは清十郎でないか　笠がよく似た　すげ笠が　やはんはは—当時のはやり小唄の一節
お夏と清十郎の事件は、寛文4年に江戸で「清十郎ぶし」がはやりうたとなり、同年江戸中村座で芝居に構成されたが、この寛文年間に小唄や歌祭文として広く世間に浸透したようである。また、その俗謡は宮中にまで聞こえたとみえ、後西院天皇による御製（「清十郎聞け夏が来てなく時鳥」）が伝えられているほどである。その後、元禄年間を前後してこの事件を題材にとった文芸作品が評判となる。なかでも貞享3年 (1686年) に井原西鶴が著した『姿姫路清十郎物語』（すがたひめじ せいじゅうろう ものがたり、『好色五人女』巻一）と、宝永4年 (1707年) に近松門左衛門が世話物の人形浄瑠璃に脚色した『五十年忌歌念仏』（ごじゅうねんき うたねんぶつ）は、登場人物の繊細な心情にまで迫った物語性の高い秀作で、これ以降に書かれたものは概ねこの2作を下敷きにしているといって差し支えない。

## 解説
西鶴作の物語は次のようなあらすじである。
播州室津の裕福な造り酒屋の息子・美男の清十郎は十四から色道に狂い遊里でもてはやされたが、十九の時ついに揚屋に乗込んできた父親に勘当を言い渡される。これを金の切れ目とみた周囲が手の平を返すなか、なじみの女郎・皆川だけはその態度をひるがえして心中を迫り清十郎を喜ばせたが、直ぐに二人は引き離され、皆川は抱え主に、清十郎は両親への詫びにもなろうと菩提寺に入れられた。皆川自害の訃報を十日遅れで耳にした清十郎は母に諭されてどうにか日々を生き、ひそかに室津を出て姫路で縁故の世話になる。その縁家に斡旋された但馬屋で手代として奉公するうち、やがて主人の妹お夏と相思相愛の仲となる。花見のときの逢引であとに引けなくなった二人は、上方へと駆け落ちする途中、飾磨津の港で但馬屋の追手に捕まり姫路へ連れ戻される。お夏への未練から自死することもできず、座敷牢で男泣きの日々を送った清十郎は、但馬屋の内蔵の金戸棚から紛失した小判七百両のあらぬ嫌疑をかけられて奉行所に召し出される。お夏に盗み出させて清十郎が取って逃げたと訴えられ、これに対する弁明も通らず、二十五歳の春に処刑されてしまう。その後、件の七百両は六月の虫干しの際に置き所が変っていたとかで車長持の中から見つかった。何も知らないお夏は、あるとき里の子供らが歌いはやす「清十郎殺さばお夏も殺せ」の歌を耳にして、このことを乳母に訊ねてみたところ、乳母は返事に窮して涙を流す。さては、と取り乱して狂乱したお夏は、すっかり狂人の相になってさまよい歩くようになり、あとには付き添いの女も一緒になって錯乱してしまった。清十郎の没後百か日目のその日、清十郎の塚の上で自害を試みたお夏は、付き添いの人たちに引き止められてついに正気を取り戻し、剃髪出家して日夜供養を欠かさない尊い比丘尼となった。庵室でのお夏の勤行ぶりを目にした但馬屋は後生を願い、件の七百両で仏事供養をして清十郎を弔ったという。（以上あらすじ）
実説として伝わる“うたいながら家をさまよい出た”お夏のその後については、室津の海に身投げした説や生き残り説など様々に語られてきたらしいが、大坂の西沢一風が「乱脛三本鑓」（みだれはぎさんぼんやり、享保3年＝1718年）の中で挿話的にそのことに触れている。同書によれば、いたずら者という浮名が立ったお夏は、嫁入りの口もなく、両親に死なれてからは片上（岡山県にある地名）で旅人相手の茶店を営んで老醜をさらしたという。七十過ぎの皺だらけの老婆で、同書曰く「無器量でも片上のお夏を見よ。あれこそ日本に名を流せし、播州姫路但馬屋のお夏がなれのはて」と。

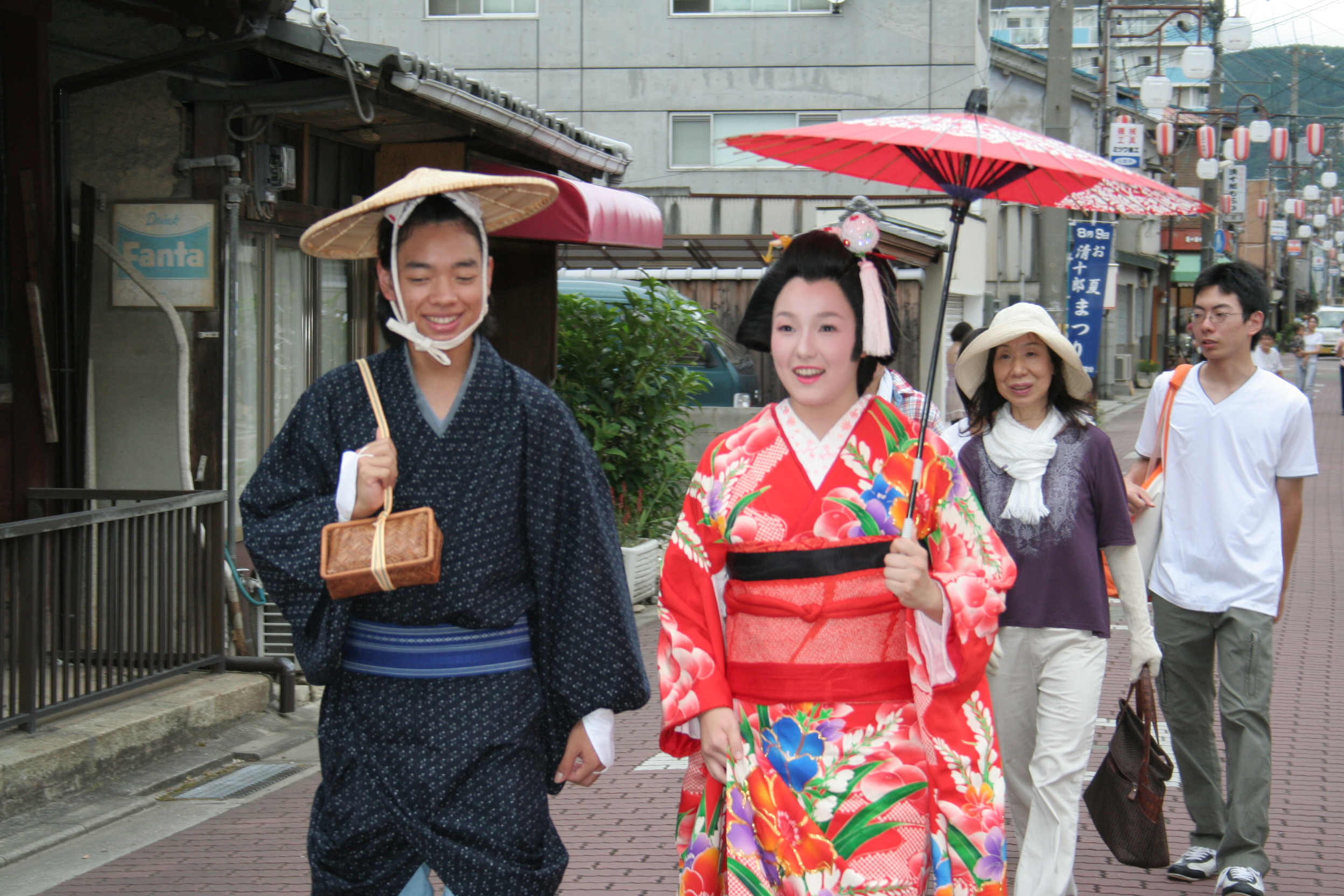
お夏・清十郎まつり

姫路市内の慶雲寺には一対の五輪塔（比翼塚）があり、毎年8月9日に姫路で開催される「お夏・清十郎まつり」の中心行事として、同寺で「供養祭」が執り行われている。明治40年頃に慶雲寺山内の光正寺から移したというこの古びた五輪塔の由緒については、お夏の出家後二人の純愛に打たれた但馬屋が建てたとされているが、お夏が茶屋を営んでいたとなると、その由緒も怪しくなる。ただ、慶雲寺は清十郎を一時潜伏させた廉で閉門を仰せ付けられた久昌庵の本山にあたり、清十郎とは因縁がある。加えて、郷土史家らが信拠する江戸末期の播磨地誌『村翁夜話集』に、清十郎の墓は「慶雲寺末寺久昌庵の裏ニ有り」と記されており、久昌庵の南に隣接していた光正寺（康昌寺）のお堂の背後にあった高さ2尺余りの五輪塔が、現在慶雲寺にある五輪塔と同じものであろうとされている。
このほか、西鶴が物語の上で設定した清十郎の生まれ故郷の室津には、「清十郎の生家跡」が存在する（外部リンク参照）。造り酒屋の跡地をこれに当てたものかとも思われるが、『村翁夜話集』では「出生は室津」とあり、事実と虚構が錯綜しているのが現状である。
西鶴は自身の創作観を「寓言と偽とは異なるぞ。うそなたくみそ。つくりごとな申しそ。」（「俳諧一言芳談」）と弟子に語ったとされ、近松門左衛門も「芸といふものは実と虚の皮膜の間にあるもの也」、「虚にして虚にあらず、実にして実にあらず、この間に慰が有たもの也」との文句を残している。

## 代表的作品
| 作品                                                                               | 形態       | 作者                                                               | 成立            | 配役                                | 備考                                                         |
| ---------------------------------------------------------------------------------- | ---------- | ------------------------------------------------------------------ | --------------- | ----------------------------------- | ------------------------------------------------------------ |
| せいじゅうろう ぶし 『清十郎ぶし』                                                 | 歌舞伎舞踊 |                                                                    | (1664) 寛文4年  |                                     | 江戸中村座初演                                               |
| せいじゅうろう ついぜん やっこはいかい 『清十郎追善奴俳諧』                        | 俳諧       |                                                                    | (1667) 寛文7年  |                                     | 刊行書物                                                     |
| すがたひめじ せいじゅうろう ものがたり 『姿姫路清十郎物語』                        | 浮世草子   | 井原西鶴著                                                         | (1686) 貞享3年  |                                     | 森田庄太郎出版 大坂 『好色五人女』巻一所収 挿絵 吉田半兵衛風 |
| たじまや おなつ せいじゅうろう さんじゅうさんねんき 『但馬屋おなつ清十郎卅三年忌』 | 歌舞伎     |                                                                    | (1692) 元禄5年  |                                     | 大坂市川香織・浪江小勘座初演                                 |
| たじまや せいじゅうろう ごばんつづき 『但馬屋清十郎五番続』                        | 歌舞伎     |                                                                    | (1701) 元禄14年 |                                     | 江戸森田座初演                                               |
| ごじゅうねんき うたねんぶつ 『五十年忌歌念仏』                                     | 人形浄瑠璃 | 近松門左衛門作                                                     | (1707) 宝永4年  | 太夫竹本筑後掾                      | 大坂竹本座初演                                               |
| いずみのくに うきなの ためいけ 『和泉国浮名溜池』                                  | 人形浄瑠璃 |                                                                    | (1731) 享保16年 |                                     | 大坂豊竹座初演                                               |
| ごくさいしき むすめ おうぎ 『極彩色娘扇』                                          | 人形浄瑠璃 |                                                                    | (1760) 宝暦10年 |                                     | 大坂竹本座初演                                               |
| こいずもう やわらぎ そが 『恋相撲和合曽我』                                        | 歌舞伎     |                                                                    | (1841) 天保12年 | 初代岩井紫若お夏 初代澤村訥升清十郎 | 江戸河原崎座初演                                             |
| よつの そで 「四つの袖」                                                           | 詩         | 島崎藤村作                                                         | (1897) 明治30年 |                                     | 詩集『若菜集』所収                                           |
| おなつ きょうらん 『お夏狂乱』                                                     | 新舞踊劇   | 坪内逍遥作・作詞 二代目常磐津文字兵衛作曲 二代目藤間勘右衛門振付   | (1914) 大正3年  | 六代目尾上梅幸お夏                  | 東京帝国劇場初演                                             |
| おなつ せいじゅうろう 『お夏清十郎』                                               | 戯曲       | 真山青果作                                                         | (1933) 昭和8年  | 初代水谷八重子お夏                  |                                                              |
| たじまや おなつ 「但馬屋おなつ」                                                   | 小説       | 藤原審爾著                                                         |                 |                                     | 『好色五人女』（『藤原審爾作品集 第3：好色五人女』）所収     |
| おなつ きょうらん 『お夏狂乱』                                                     | オペラ     | 関屋敏子 原案・作曲                                                | (1933) 昭和8年  | 関屋敏子お夏                        | パリ初演                                                     |
| うたごよみ おなつ せいじゅうろう 『歌ごよみ お夏清十郎』                           | 映画       | 舟橋和郎脚本 冬島泰三 監督                                         | (1954) 昭和29年 | 美空ひばりお夏 市川雷蔵清十郎       | 新東宝＝新芸プロ 製作                                        |
| たじまやの おなつ 『但馬家のお夏』                                                 | ドラマ     | 秋元松代脚本 和田勉演出                                            | (1986) 昭和61年 | 太地喜和子お夏 中村嘉津雄清十郎     | NHK 製作 ※清十郎がお夏の異母兄の設定                         |
| おなつ きょうらん 『お夏狂乱』                                                     | 戯曲       | 鐘下辰男作・演出                                                   | (1990) 平成2年  | 河野牧子お夏 千葉哲也清十郎         | THE・ガジラ 公演                                             |
| おなつ きょうらん 『お夏狂乱』                                                     | 楽曲       | カブキロックス 作詞・作曲：有村一番 編曲：カブキロックス＆佐藤宣彦 | (1990) 平成2年  |                                     | アルバム『KABUKI-ROCKS』に収録                               |
| おなつ せいじゅうろう 『お夏清十郎』                                               | 小説       | 平岩弓枝著                                                         | (1993) 平成5年  |                                     | 新潮社刊                                                     |
| おなつ きょうらん 『お夏狂乱』                                                     | 戯曲       | 石井ふく子演出                                                     | (1994) 平成6年  | 大原麗子お夏 市村正親清十郎         | 帝国劇場 公演                                                |

## もうひとつの「お夏清十郎」物語
南北朝時代、南朝方の武士・山名清十郎と農民・楠右衛門の長女お夏が、戦のあとに結ばれた民話が大阪府貝塚市の水間寺で伝承されている（諸説あり）。清十郎との再会を願ってお夏が願掛けをしたとされる愛染堂（水間寺境内）の近くに二人の墓がある。1936年（昭和11年）に犬塚稔の監督、田中絹代・林長二郎の出演で映画化（「お夏清十郎」松竹キネマ）された。東海林太郎が歌った「お夏清十郎」（作詞大村能章、作曲佐藤惣之助）と日本橋きみ栄が歌った「お夏狂乱」（作詞秩父重剛、作曲大塚三郎）はその流行歌。